# سهيل خوري
سهيل خوري (1963- ) هو موسيقار وفنان فلسطيني من مواليد مدينة القدس، يشغل منصب المدير العام لمعهد إدوارد سعيد الوطني للموسيقى، له إساهمات مهمة في تاسيس مجموعة من المؤسسات الفنية والثقافية في فلسطين. 

## حياته
درس سهيل خوري الموسيقى في جامعة "ايوا" الأمريكية وحصل على درجة الماجستير في التربية الموسيقية من جامعة "كينجزتون" البريطانية. متزوج من الناشطة الثقافية رانية إلياس ولهم ولد وحيد. يخصص وقته موخراً بالأهتمام بمؤسسات مدينة القدس الموسيقية ويشرف على فرقة بنات القدس حيث يؤلف ويوزع لها الأغاني ويدربها ويقودها في عروضها.

## مساهماته الثقافية
إضافة لكونه مؤلف موسيقي وعازف ناي وكلارينيت وقائد جوقات مقدسي فقد ساهم في تأسيس وتطوير عدداً من المؤسسات الثقافية الرئيسية في فلسطين، بما فيها المعهد الوطني للموسيقى، والذي ما يزال يديره، إضافةً إلى مؤسسة يبوس ومركز الفن الشعبي وفرقة الفنون الشعبية الفلسطينية وصابرين وغيرها. كما أنه مؤسس اوركسترا فلسطين للشباب، و العديد من الفرق الموسيقية في فلسطين.

## إنجازاته الفنية
له العشرات من الأغاني والمقطوعات الموسيقية الشعبية وهو متخصص بأغاني الأطفال. ومن المعروف عن أعمال خوري استخدامه الفولكلور الفلسطيني ومنها:
- مرح – أسطوانة أغاني للأطفال (1986).
- مرج بن عامر – عرض موسيقي راقص لفرقة الفنون (1989).
- عاشقة – أسطوانة لفرقة وشم (1995).
- مطر – أسطوانة أغاني للأطفال (1997).
- الفوانيس – عمل موسيقي مسرحي لليافعين (2004).
- بس شوي – أسطوانة أغاني للأطفال (2004).
- القدس بعد منتصف الليل – موسيقى آلاتية (2010).

## جوائز
حصل الفنان سهيل خوري على جائزة التميز مؤسسة التعاون للعام 2006 في حقل الإنسانيات الفلسطينية للموسيقي وذلك لتميزه في الإبداع الموسيقي وفي إدارة وتطوير معهد إدوارد سعيد الوطني للموسيقى خلال السنوات الماضية. وتشتمل الجائزة على شهادة ودرع ومكافأة مالية قيمتها 50 ألف دولار. وقد تبرع خوري ومنح ما قيمته 40 ألف دولار من قيمة الجائزة لمعهد إدوارد سعيد الوطني للموسيقى. تم تقديم الجائزة في يوم الخميس 30 تشرين الثاني في دبي خلال حفل «القدس في قلوبنا» الذي هدف إلى جمع تبرعات لدعم برنامج ترميم وإعادة تأهيل البيوت في القدس القديمة والقرى وضواحيها لتشجيع أهاليها والقاطنين فيها على الثبات والبقاء في بيوتهم.